# Waldhaus Drei Buchen (Lemberg)
Das Waldhaus Drei Buchen südlich der Stadt Pirmasens im südwestlichen Pfälzerwald (Rheinland-Pfalz) ist ein sogenanntes Wanderheim und eines der über 100 Häuser des Pfälzerwald-Vereins (PWV). Es gehört der PWV-Ortsgruppe Pirmasens 05, die es durch einen Pächter betreiben lässt, und bietet neben Bewirtung auch Übernachtungsmöglichkeiten.
Mit den anderen Häusern des PWV ist es seit 2021 mit dem Eintrag Pfälzerwaldhütten-Kultur Bestandteil des Immateriellen Kulturerbes in Deutschland der deutschen UNESCO-Kommission.
Namensverwandt ist das Waldhaus Drei Buchen in der Waldgemarkung von Ramberg, das mehr als 30 km nordöstlich im Landkreis Südliche Weinstraße steht.

## Geographie

### Lage
Das Waldhaus steht im südwestlichen Pfälzerwald auf der Waldgemarkung der Ortsgemeinde Lemberg im Einzugsgebiet des Weilers Rodalberhof auf einer Höhe von 388 m ü. NHN. Im Umkreis von 50 m um das Gebäude treffen acht Waldwege und Pfade zusammen, die aus verschiedenen Richtungen kommen und für den Kraftfahrzeugverkehr gesperrt sind. Das Haus ist von Mischwald umgeben, in dem die namengebenden Buchen vorherrschen, aber auch Eichen, Tannen, Fichten und Kiefern wachsen.
Vom Rodalberhof im Nordwesten ist das Waldhaus etwa 1 km entfernt, zum Wandererparkplatz Drei Buchen nordöstlich des Kettrichhofs beträgt die Entfernung 1,3 km.

### Gewässer
In einem kleinen Geländeeinschnitt entspringt 250 m südwestlich des Waldhauses auf 371 m Höhe der Bach von den Drei Buchen; er mündet nach 500 m als oberster rechter Zufluss in die fast 26 km lange Rodalb, deren Quelle am Rodalberhof liegt. Gut einen halben Kilometer südsüdöstlich des Waldhauses liegt die Quelle des Brunnentalbachs, der in den Salzbach entwässert. Zwischen den beiden Bachquellen, deren Wasser über ihre Vorfluter letztlich den Schwarzbach bzw. die Lauter (hier am Oberlauf Wieslauter genannt) erreicht, verläuft von Südwest nach Nordost die zentrale Wasserscheide innerhalb der Pfalz.

## Geschichte
Das aus Erdgeschoss und ausgebautem Dachgeschoss bestehende Gebäude wurde im Jahr 1922 aus dem Buntsandstein der Region aufgemauert. Bauherr war der PWV, dessen Widmungsschild mit der Aufschrift „Pfälzerwald-Verein • Drei Buchen • Pirmasens 1905“ über dem Eingang angebracht ist.
Im Verlauf von nahezu einem Jahrhundert war das Haus stark renovierungsbedürftig geworden und entsprach nicht mehr den aktuellen Sicherheitsvorschriften. Deshalb kam es Anfang 2018 zum Streit zwischen dem örtlichen PWV-Vorsitzenden sowie den damals neuen Pächtern Tim Reyes und Christian Eschmann, die dem Verein Verzögerung notwendiger Sanierungsmaßnahmen vorwarfen. Weil die Pächter mit dieser Begründung den Pachtzins einbehielten, wurde der Vertrag schon nach kurzer Dauer im Lauf des Jahres 2018 durch den PWV gekündigt. Schließlich wurde das Haus Ende Oktober 2018 geschlossen, damit vor allem das Dach erneuert werden konnte.
Die Überarbeitung dauerte bis ins Jahr 2019. Die Wiedereröffnung mit einem anderen Pächter, Dietmar Beutel, fand am 1. Mai 2019 statt. Der Pächter bestätigte kurz zuvor im Presseinterview: „Was anstand, hat der Verein gemacht. Das Haus ist in einem guten Zustand und alle behördlichen Auflagen werden erfüllt.“

Ansichten
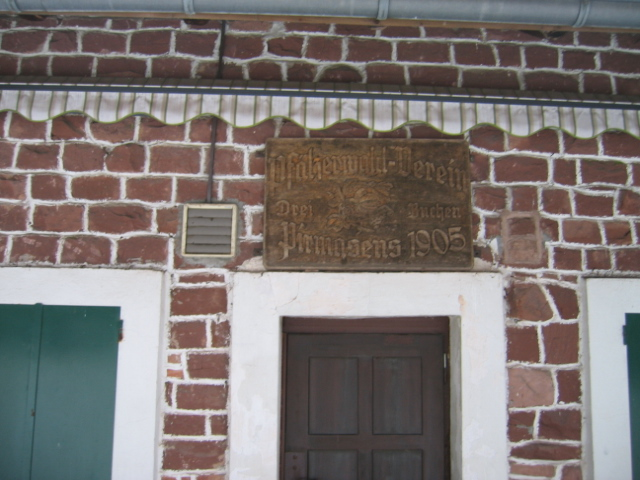
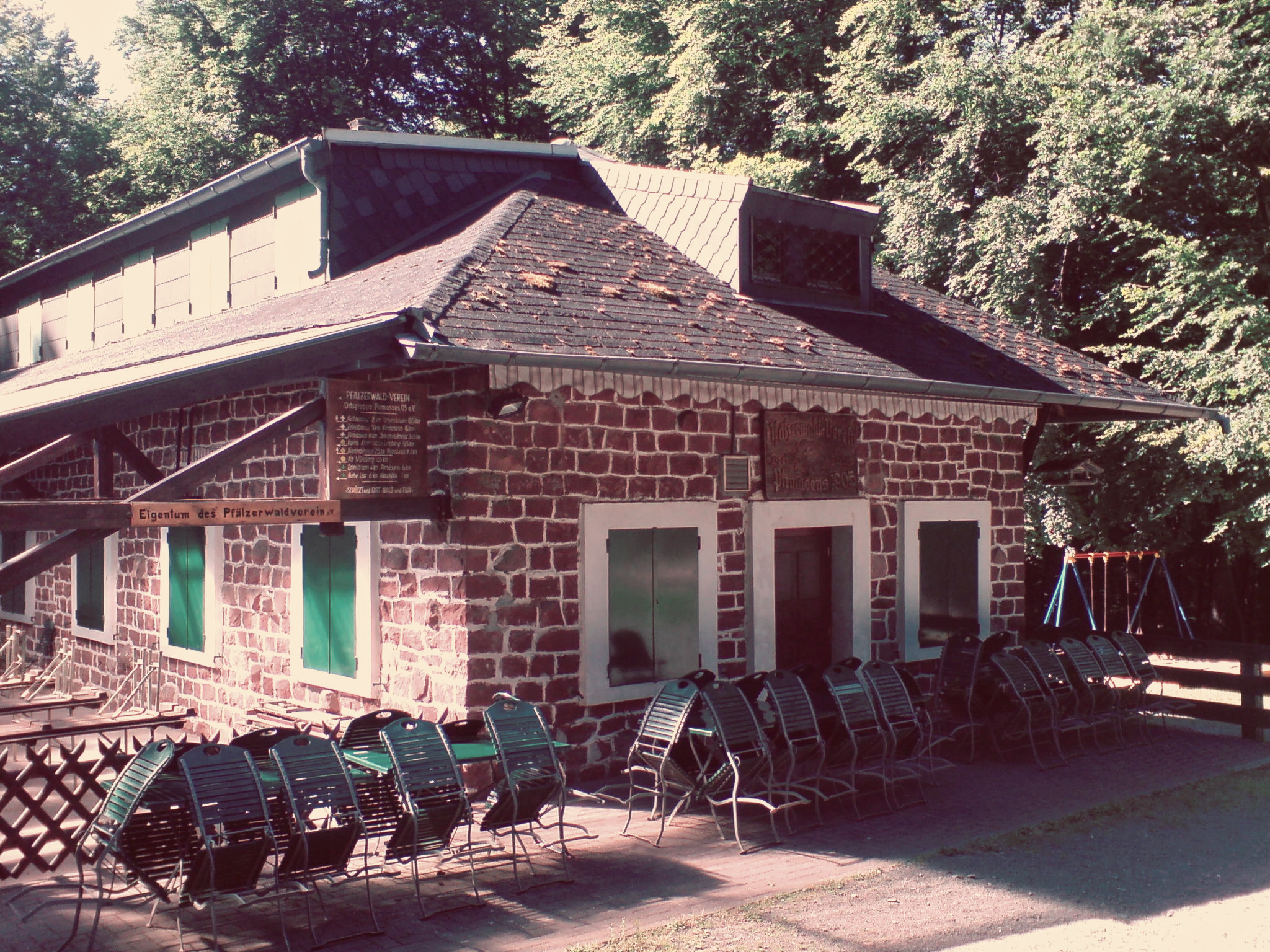
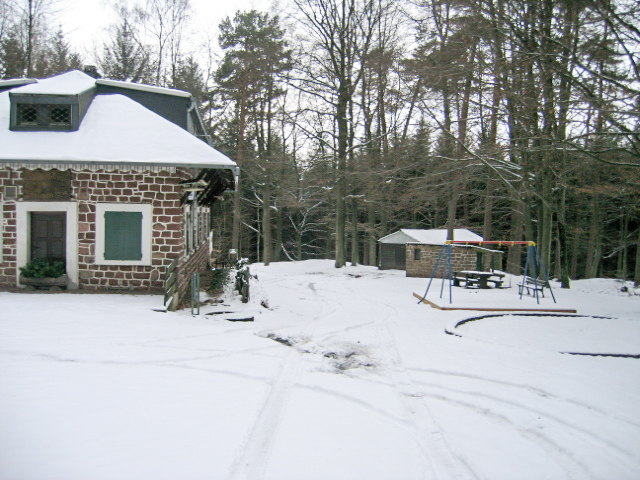
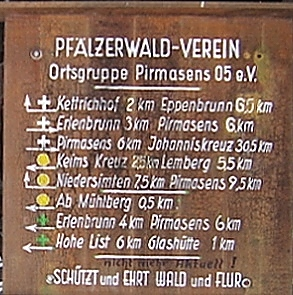

## Betrieb und Tourismus
Das Gasthaus wurde jahrelang durch ehrenamtliche Kräfte des PWV betrieben. Seit der Verpachtung ist es während des Sommerhalbjahrs geöffnet, und zwar freitags von 16 bis 20 Uhr, samstags von 11 bis 20 Uhr sowie sonn- und feiertags von 11 bis 18 Uhr.
Übernachtung in einem Schlafsaal mit 20 Betten wird angeboten.
Das Waldhaus kann nur zu Fuß erreicht werden. Es ist in das Wanderwegenetz des Pfälzerwalds eingebunden und dient als zentraler Orientierungspunkt für Wanderer. Da über die achtgliedrige Wegespinne beim Waldhaus viele verschiedene Ziele angesteuert werden können, gibt eine Wegetafel des PWV Auskunft über Entfernungen, Erreichbarkeiten und Markierungen.
[] Der Fernwanderweg Nahegau-Wasgau-Vogesen führt am Rasthaus vorbei; nahe Ziele auf diesem Wanderweg können Eppenbrunn mit dem dortigen Teufelstisch und die 1,5 km lange Formation der Altschlossfelsen nahe der Grenze zu Frankreich sein.
[] Als Wanderziele im Osten bieten sich Lemberg mit seiner Burg oder der Salzwooger Teufelstisch an. Nordwestlich des Rodalberhofs, im schluchtartigen Flora-Fauna-Habitat Gersbachtal, liegen rechts des oberen Felsalb-Zuflusses Gersbach das 50 m hohe Naturdenkmal Teufelsfelsen und links gegenüber die Haspelfelsen.
[] Nach Südosten und Süden kann über Glashütte und dann durch das Stephanstal, in dem als Salzbach-Oberlauf der Kröppenbach fließt, am Ransbächel aufwärts das Naturschutzgebiet Wolfslöcher und schließlich auf 426 m Höhe das Wanderheim Hohe List des PWV erreicht werden.
Der als Premiumwanderweg zertifizierte Lemberger Rothenberg-Weg führt an der Hütte vorbei.